# Bietenbrug (Haarlemmermeer)
De Bietenbrug is een fietsbrug in de gemeente Haarlemmermeer die de plaatsen Zwanenburg en Halfweg met elkaar verbindt. In Halfweg landt de brug aan op het terrein van SugarCity. De brug is vernoemd naar de suikerbieten die hier werden verwerkt tot suiker.

## Ligging
De Bietenbrug in Zwanenburg is een brug gelegen over de Ringvaart van de Haarlemmermeer. Ze vormt sinds 2012 de verbinding tussen de twee dorpen in het dubbeldorp Zwanenburg/Halfweg. De brug landt aan de zuidkant dwars op de Zwanenburgerdijk, die aan de binnenzijde ligt van de Ringvaart Haarlemmermeer; er moesten voor de veiligheid hier extra maatregelen getroffen worden. Aan de noordkant landt de brug in Halfweg op de terreinen van de voormalige suikerfabriek CSM, in de 21e eeuw in gebruik bij SugarCity. Er is daar nauwelijks ander verkeer. De brug is alleen betreedbaar voor voetgangers en fietsers; snelverkeer moet gebruik maken van de Zwanenburg-brug, die daadwerkelijk tussen de dorpskernen ligt. De voet- en fietsbrug werd noodzakelijk geacht om langzaam verkeer vanuit Zwanenburg eenvoudig toegang te kunnen geven tot Station Halfweg-Zwanenburg. De naam van de brug verwijst naar de voormalige opslagplaats van suikerbieten. De bewoners konden ideeën inleveren voor een tenaamstelling van de brug; de naam Bietenbrug kwam daarbij meerdere keren terug. De brug werd 27 april 2013 geopend.

### Uiterlijk
De brug kent een antiek uiterlijk naar een ontwerp van het Ingenieursbureau Haarlemmermeer. Het buitenwerk van de brug bestaat grotendeels uit baksteen, waarin ook de dragende jukken zijn uitgevoerd. De brug kent daarbij aanbruggen en een beweegbaar deel in het midden. Ook de verlichting en leuning hebben een klassiek aandoend uiterlijk. De brug wordt tegen aanvaring beschermd door remmingwerk.